# Jamaica (Iowa)
Jamaica es una ciudad ubicada en el condado de Guthrie en el estado estadounidense de Iowa. En el Censo de 2010 tenía una población de 224 habitantes y una densidad poblacional de 189,66 personas por km².

## Geografía
Jamaica se encuentra ubicada en las coordenadas 41°50′43″N 94°18′25″O / 41.84528, -94.30694. Según la Oficina del Censo de los Estados Unidos, Jamaica tiene una superficie total de 1.18 km², de la cual 1.18 km² corresponden a tierra firme y (0%) 0 km² es agua.

## Demografía
Según el censo de 2010, había 224 personas residiendo en Jamaica. La densidad de población era de 189,66 hab./km². De los 224 habitantes, Jamaica estaba compuesto por el 95.09% blancos, el 0% eran afroamericanos, el 0% eran amerindios, el 0% eran asiáticos, el 0% eran isleños del Pacífico, el 2.68% eran de otras razas y el 2.23% pertenecían a dos o más razas. Del total de la población el 6.25% eran hispanos o latinos de cualquier raza.